# تربیس
تربیس (امروزه شریف‌خان در استان نینوا، عراق) شهری باستانی بود که حدود ۵ کیلومتری شمال نینوا واقع شده بود. این شهر زیر کنترل امپراتوری آشور قرار داشت تا این‌که به وسیلهٔ مادها و به دست هووخشتره فتح شد.